# Андерссон, Ине
Ине Драблос Андерсон (норв. Ine Drablos Andersson; род. 17 августа 1989) — норвежская тяжелоатлетка, призёр чемпионата Европы 2022 года.

## Биография
Ине родилась 17 августа 1989 года.

## Карьера
На чемпионате Европы 2016 года выступала в весовой категории до 63 килограммов. Ине подняла 84 килограмма в рывке и затем толкнула 104 килограмма, финишировав на 12-м месте с итоговой суммой 188 кг.
В 2017 она улучшила прошлогодний результат на чемпионате Европе на 5 килограммов, заняв итоговое девятое место.
Несмотря на то, что на чемпионате Европы 2018 года в Бухаресте Ине подняла на 3 килограмма меньше прошлогоднего результата, она заняла восьмое место. В том же году Андерссон участвовала на чемпионате мира в весовой категории до 59 килограммов. Она сумела поднять в рывке 80 килограммов, однако в толчке оказалась без зачётного результата.
На чемпионате мира 2019 в Батуми впервые в карьере участвовала в категории до 59 килограммов.  Она подняла 82 и 102 килограммов в двух упражнениях и заняла 18-е место. В том же году на чемпионате мира в Паттайе стала 19-й, улучшив свои результаты европейского первенства: 87 кг в рывке и 106 кг в толчке.
На Кубке мира 2020 года в Риме обновила лучший результат, подняв итоговые 196 кг (88 + 108).
На чемпионате Европы 2022 года, который состоялся в Тиране, норвежская спортсменка завоевала бронзовую медаль в весовой категории до 59 килограммов с суммой по итогам двух упражнений 208 килограммов.
В Ереване, на чемпионате Европы 2023 года в категории до 64 кг Ине заняла итоговое пятое место, но в упражнении толчок она смогла завоевать малую серебряную медаль (121 кг).